# 陳天龍
陳天龍（1959年—），福建泉州人，中國已退役男子羽球運動員。

## 簡歷
陳天龍曾於1981年獲得中國羽毛球單項賽男單冠軍，並多次獲得全國男雙比賽冠軍。1982年，他代表中國隊參加湯姆斯盃國際男子團體賽，獲得冠軍。1983年赴泰國擔任教練，10年後回到上海發展。陳天龍的妻子劉霞也是羽球運動員出身。